# Val-des-Lacs
Val-des-Lacs è un comune del Canada, situato nella provincia del Québec, nella regione di Laurentides.